# Prix Peter-Gruber de cosmologie
Le prix Peter-Gruber de cosmologie est une distinction décernée par la Fondation Gruber depuis 2000. Il distingue des individus « ayant contribué à des avancées fondamentales dans le domaine de la cosmologie » et « encourage l’exploration d’un domaine qui influence la façon dont on appréhende et comprend notre Univers ». Sa dotation annuelle est de 500 000 dollars. Il est attribué en partenariat avec l’Union astronomique internationale.

## Liste des récipiendaires
Voir la liste des lauréats sur le site
- 2000 : Philip James Edwin Peebles et Allan Sandage
- 2001 : Martin Rees
- 2002 : Vera Rubin
- 2003 : Rashid Sunyaev
- 2004 : Alan Guth et Andreï Linde [3]
- 2005 : James E. Gunn
- 2006 : John C. Mather et l’ensemble de l’équipe du satellite COBE
- 2007 : Saul Perlmutter et l'équipe du Supernova Cosmology Project, et Brian P. Schmidt et l'équipe du High-Z supernovae search team [4]
- 2008 : John Richard Bond
- 2009 : Wendy L. Freedman, Robert C. Kennicutt et Jeremy Mould
- 2010 : Charles Steidel
- 2011 : Simon White, Carlos Frenk, Marc Davis et George Efstathiou
- 2012 : Charles L. Bennett (professeur de physique et d'astronomie à l'Université Johns Hopkins) et l'équipe du Wilkinson Microwave Anisotropy Probe (WMAP)
- 2013 : Viatcheslav Mukhanov et Alexeï Starobinski
- 2014 : Jaan Einasto, Kenneth Freeman, R. Brent Tully et Sidney van den Bergh
- 2015 : John Carlstrom (en), Lyman Page, et Jeremiah Ostriker
- 2016 : Ronald Drever, Kip Thorne, Rainer Weiss, et l'équipe du Laser Interferometer Gravitational-Wave Observatory (LIGO)
- 2017 : Sandra M. Faber
- 2018 : Jean-Loup Puget, Nazzareno Mandolesi, et l'équipe de la mission Planck[5]
- 2019 : Nicholas Kaiser et Joseph Silk[6],[7]
- 2020 : Lars Hernquist et  Volker Springel[8]
- 2021 : Marc Kamionkowski (en), Uroš Seljak (en) et Matias Zaldarriaga (en)
- 2022 : Frank Eisenhauer
- 2023 : Richard Ellis
- 2024 : Marcia Rieke[9]
- 2025 : Ryan Cooke et Max Pettini[10]